# ヴィルフレート・ボウマ
ヴィルフレット・ボウマ（またはバウマ、Wilfred Bouma 発音, 1978年6月25日 - ）は、オランダ・北ブラバント州ヘルモント出身の同国代表サッカー選手。ポジションは左サイドバック及びセンターバック。

## 経歴

### クラブ

#### 初期
北ブラバント州のヘルモントに生まれたボウマは、アマチュアのSV Rood-Wit '62でキャリアを始め、1994年にPSVアイントホーフェンの下部組織に入団した。ア・デモス監督の下で1994年10月26日のヴィレムII戦（1-2敗北）で初出場を飾ったが、長期間に渡り出場機会が限られたものだったため、1996年に同国2部のMVVマーストリヒトへと貸し出されると18試合7得点を記録し、1997-98シーズンは1部の舞台で33試合6得点を記録。1998-99シーズンのフォルトゥナ・シッタートへの期限付き移籍で印象づけるのに成功し、PSVへの復帰が決定した。

#### PSV復帰
PSV復帰後は、当初左サイドハーフでプレイをし、時にはルート・ファン・ニステルローイやアルノルト・ブルッヒンクと共に前線を形成。同1999-2000シーズン終了後にアーサー・ニューマンがグラスゴー・レンジャーズへ移籍してから左サイドバックにポジションを変更し、デンマーク代表のヤン・ハインツェとポジション争いを繰り広げるようになった。2004-05シーズンにはフース・ヒディンク監督の下でプレイする中でセンターバックに変更している。

#### アストン・ヴィラ

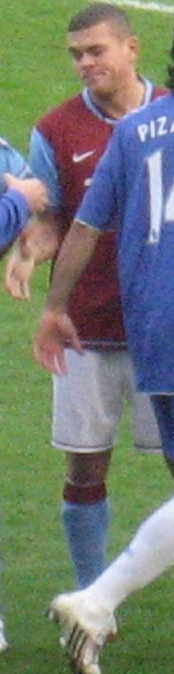
2007年アストン・ヴィラでの試合前のボウマ

移籍市場終了間近の2005年8月30日に移籍金350万ユーロでアストン・ヴィラFCと契約を締結。ヴィラ・パークでの1季目は、怪我に悩まされたことでなかなか地位を確立することが出来ずにいたが、デヴィッド・オレアリー監督からマーティン・オニール監督に交代した2季目は、ハムストリングの負傷のため左サイドバックにガレス・バリーが起用されていたが、負傷から回復後はバリーを控えに追いやり、公式戦28試合に出場と地位を確立。また、力強いタックルによりサポーターから根強い人気を博した。出場76試合目となる2008年2月9日のニューカッスル・ユナイテッドFC戦で48分に初得点にして同点弾を挙げ、その後ヨン・カリューのハットトリックにより4-1で勝利した。この2007-08シーズンにボウマはリーグ戦で全38試合に起用され、代えのきかない存在となっていた。

#### 脚の負傷
UEFA EURO 2008終了後にクラブへ戻ってきたボウマは、オーデンセBKとのUEFAインタートトカップ 20083回戦で両試合に出場したが、ホームでの第2戦で相手FWベイェ・ジビー・ファル（en）に対しタックルをしようとした際にスパイクが芝に捉えられ、足首に重傷を負った。怪我は足首脱臼と判明し10月に復帰することが予想されたが、回復まで相当な時間がかかり、ボウマの復帰を待望するサポーターからチャントが歌われた。そのような状況下にもかかわらず、2008年9月9日に契約を2年＋3年目のオプション付きで延長した。
2009年1月に同じく長期離脱しているカリューと共に練習に復帰することが発表されると、2月16日にリザーブで復帰する予定だったが、違和感を感じたために急遽取りやめになった。3月2日にチェルシーFCとのリザーブの試合（4-3勝利）で先発フル出場で復帰を果たしたが、4月に足首の負傷を再発したことで手術を受けることになった。9月16日、最初の負傷離脱から1年2ヶ月ぶりにフル練習に復帰することが発表されたが、負傷の心配はまだ終了していなかった。トップチームへの復帰を模索する中で11月につま先を負傷し、再離脱することが決定した。
2010年1月29日に最初の負傷離脱から1年半ぶりにフル練習に復帰することが発表され、2月にはリザーブの試合で90分フル出場をするも、トップチームでの出番は訪れず、2009-10シーズン終了間際の5月6日に退団することが確認された。そして、ホームで行われたリーグ最終戦のブラックバーン・ローヴァーズFC戦でハーフタイム中に登場し、サポーターに感謝しながら別れの言葉を送った。

#### PSV復帰
自身のキャリアを復活させるため、2010年6月26日にフレット・ルッテン監督率いる古巣PSVのトライアルに参加していることが確認され、移籍したカルロス・サルシドの代役として8月30日にクラブと2年契約を締結した。VVVフェンロー戦（3-0勝利）で復帰後初得点を挙げ、ライバルのフェイエノールト戦（10-0勝利）では66分まで出場し、歴史的大勝に一役買った。アウェイのVVV戦（3-0勝利）でも得点を挙げ、リーグ戦出場16試合で3得点と高い得点力を見せた。2011年3月24日にUEFAヨーロッパリーグ 2010-11のリール戦（3-1勝利, 2試合合計5-1勝利）では、試合終了残り5分からキャプテンマークを譲り受けた。
2012年10月4日にUEFAヨーロッパリーグ 2012-13のSSCナポリ戦（ホーム3-0勝利）に出場したことでハインツェとウィリー・ファン・デ・ケルクホフを抜かし、PSVの欧州カップ戦最多出場記録を76に更新した。怪我に悩まされたアストン・ヴィラ時代と打って変わり、主力選手として貢献したのが認められ、5月24日に契約を1年延長された。しかし、2012-13シーズンはティモシー・デライク（en）の控えにまわった。同シーズン終了後の2013年5月16日、新シーズンの指揮を執るフィリップ・コクー新監督から構想外が言い渡され退団が決定した。

### 代表
ルイ・ファン・ハール監督の下、2000年9月2日に2002 FIFAワールドカップ・ヨーロッパ予選のアイルランド戦（2-2）で同僚のブルッヒンクと共にオランダ代表初出場を飾った。ディック・アドフォカート監督の下でUEFA EURO 2004の一員に選出され、センターバックとして4試合に出場した。その後は負傷により遠ざかっていたが、2007年2月のロシアツアー、2007年6月のアジアツアー、UEFA EURO 2008予選と定期的に起用されていき、UEFA EURO 2008の一員に選出された。EURO 2008ではフランス戦に78分から、ルーマニア戦に90分フル出場で2試合に出場した。また、UEFA EURO 2012でも一員に選出された。
オランダ代表では2得点を挙げており、2004年6月19日にEURO 2004のチェコ戦（2-3敗北）と、2004年10月10日に2006 FIFAワールドカップ・ヨーロッパ予選のマケドニア戦（2-2）で記録した。

## タイトル
クラブ
PSVアイントホーフェン
- エールディヴィジ : 1999-2000, 2000-01, 2002-03, 2004-05
- KNVBカップ : 1995-96, 2004-05, 2011-12
- ヨハン・クライフ・スハール : 1996, 2000, 2001, 2003, 2012

MVVマーストリヒト
- エールステ・ディヴィジ : 1996-97

アストン・ヴィラFC
- UEFAインタートトカップ : 2008（英語版）